# Жан-Люк Етторі
Жан-Люк Етторі (фр. Jean-Luc Ettori; 29 липня 1955, Марсель) — колишній французький футболіст, воротар, наразі футбольний функціонер та тренер. Всю свою ігрову кар'єру, яка тривала 18 сезонів, провів за «Монако». Найбільш відомий, як абсолютний рекордсмен за кількістю матчів, проведених у першому дивізіоні чемпіонату Франції (602).

## Біографія

### Клубна кар'єра
Жан-Люк Етторі завжди мріяв стати голкіпером. Ази футболу він осягав в Марселі, був стрибучий, мав дуже непогану реакцію, сміливість, проте його перспективи стати професіоналом розглядалися вельми скептично. Виною тому був маленький зріст — лише 175 сантиметрів. Тому, не знайшовши притулку в «Марселі», Етторі відправився на пошуки клубу, якого б не бентежили його скромні габарити, і врешті-решт опинився в суміжному з Францією Князівстві Монако.
У першій команді «Монако» Етторі дебютував 20 грудня 1975 року, коли йому було 20 років. Він взяв участь у гостьовому поєдинку проти «Бордо», програному монегасками 1:3. Справи в тому сезоні у «князів» йшли дуже погано, і після його закінчення вони вилетіли в другий дивізіон. Коли ж «Монако» через рік повернулося в еліту, то зміг відразу ж завоювати чемпіонський титул, у значній мірі завдяки вдалій грі Жана-Люка. В тому сезоні Етторі отримав прізвисько «Чорний Павук».
В «Монако» Етторі був головною фігурою протягом 18 років. За ці роки він виграв три чемпіонські титули, три національні кубка, доходив до фіналу Кубка володарів кубків. Останній матч за свій клуб Жан-Люк зіграв 21 травня 1994 року проти Нанта — 1:0. У послужному списку голкіпера 602 матчі, проведених у вищому дивізіоні чемпіонату Франції, що є національним рекордом. Всього ж він виходив у рамку «Монако» 754 рази.

### Клубна статистика. Чемпіонат та Кубки Франції. 1975—1994
| Сезон             | Клуб              | Ліга              | Чемпіонат  | Чемпіонат | Чемпіонат | Кубок Франції | Кубок Франції | Кубок Франції | Суперкубок Франції | Суперкубок Франції | Суперкубок Франції |
| ----------------- | ----------------- | ----------------- | ---------- | --------- | --------- | ------------- | ------------- | ------------- | ------------------ | ------------------ | ------------------ |
| Сезон             | Клуб              | Ліга              | Місце      | Матчі     | Голи      | Місце         | Матчі         | Голи          | Місце              | Матчі              | Голи               |
| 1975-76           | «Монако»          | Д1                | 18         | 1         | 0         | —             | —             | —             | —                  | —                  | —                  |
| 1977-78           | «Монако»          | Д1                |            | 34        | 0         | 1/2           | 8             | 0             | —                  | —                  | —                  |
| 1978-79           | «Монако»          | Д1                | 4          | 36        | 0         | 1/8           | 5             | 0             | —                  | —                  | —                  |
| 1979-80           | «Монако»          | Д1                | 4          | 37        | 0         |               | 10            | 0             | —                  | —                  | —                  |
| 1980-81           | «Монако»          | Д1                | 4          | 38        | 0         | 1/8           | 5             | 0             | —                  | —                  | —                  |
| 1981-82           | «Монако»          | Д1                |            | 37        | 0         | 1/8           | 4             | 0             | —                  | —                  | —                  |
| 1982-83           | «Монако»          | Д1                | 6          | 36        | 0         | 1/8           | 4             | 0             | —                  | —                  | —                  |
| 1983-84           | «Монако»          | Д1                |            | 38        | 0         | фіналіст      | 10            | 0             | —                  | —                  | —                  |
| 1984-85           | «Монако»          | Д1                |            | 17        | 0         |               | 10            | 0             | *                  | 1                  | 0                  |
| 1985-86           | «Монако»          | Д1                | 9          | 38        | 0         | 1/32          | 1             | 0             | —                  | —                  | —                  |
| 1986-87           | «Монако»          | Д1                | 5          | 33        | 0         | 1/8           | 4             | 0             | —                  | —                  | —                  |
| 1987-88           | «Монако»          | Д1                |            | 37        | 0         | 1/16          | 3             | 0             | —                  | —                  | —                  |
| 1988-89           | «Монако»          | Д1                |            | 37        | 0         | фіналіст      | 10            | 0             | —                  | —                  | —                  |
| 1989-90           | «Монако»          | Д1                |            | 38        | 0         | 1/32          | 1             | 0             | —                  | —                  | —                  |
| 1990-91           | «Монако»          | Д1                |            | 38        | 0         |               | 6             | 0             | —                  | —                  | —                  |
| 1991-92           | «Монако»          | Д1                |            | 34        | 0         | 1/2           | 5             | 0             | —                  | —                  | —                  |
| 1992-93           | «Монако»          | Д1                |            | 37        | 0         | 1/8           | 3             | 0             | —                  | —                  | —                  |
| 1993-94           | «Монако»          | Д1                | 9          | 36        | 0         | 1/8           | 3             | 0             | —                  | —                  | —                  |
| Всього            | «Монако»          | Д1                | 18 сезонів | 602       | 0         | 17 стартів    | 92            | 0             | 1                  | 1                  | 0                  |
| ВСЬОГО за кар'єру | ВСЬОГО за кар'єру | ВСЬОГО за кар'єру | 18 сезонів | 602       | 0         | 17 стартів    | 92            | 0             | 1                  | 1                  | 0                  |

 * — у 1955—1973, 1985–86 роках приз мав назву Виклик чемпіонів (фр. Challenge des champions). Матч відбувся в Бордо 18 грудня 1985 року. «Монако» — володар Кубка Франції переміг чемпіона — місцевий клуб «Бордо». Основний та додатковий час — 1:1, пен. — 8:7. Етторі відіграв увесь матч.

## Єврокубки
Усього в єврокубках Етторі зіграв 60 ігор без замін, і усі, звичайно, у складі «Монако». Ось їхній розподіл по турнірах:
- у Кубку європейських чемпіонів провів 4 сезони та 23 гри. Найкраще досягнення — півфінал 1994 року.
- у Кубку кубків 5 сезонів та 25 ігор. Фінал 6 травня 1992 року в Лісабоні у протистоянні з Вердером — 0:2 є найбільшим успіхом марсельця у клубних Кубках Європи взагалі.
- у Кубку УЄФА: 3 сезони і 12 матчів. Далі 1/8 фіналу «Монако» не проходив.

Першу гру в євротурнірах провів 15 серпня 1978 року у матчі-кваліфікації Кубка чемпіонів 1978-79 з румунським клубом «Стяуа». На рідному стадіоні «Луї II» монегаски перемогли — 3:0.
Останнім поєдинком для 38-річного ветерана став півфінал Ліги чемпіонів 1993-94 проти «Мілана». 27 квітня 1994 року на «Джузеппе Меацца» «Монако» поступився — 0:3.
Як видно зі статистичних таблиць в середньому пропускав кожної гри один м'яч. Найгірші показники у трьох розіграшах Кубка УЄФА: 19 м'ячів за 12 ігор — в середньому 1,58 гола за гру.
У двох матчах 1/16 фіналу Кубка УЄФА сезону 1979-80 з софійським «Локомотивом» пропустив 5 голів і всі від Атанаса Михайлова. На стадії 1/32 фіналу цього ж сезону Кубка УЄФА приїздив до Донецька для зустрічей з «Шахтарем». Українці тоді виграли — 2:1.
У двох матчах 1/32 фіналу Кубка УЄФА сезону 1981-82 з «Данді Юнайтед» пропустив 6 голів, тобто, 3 м'ячі що гри. Це найгірший показник Етторі у єврокубках в одному сезоні.

### Статистика виступів у єврокубках
| Сезон             | Клуб              | Турнір          | Досягнення     | Матчі | Голи |
| ----------------- | ----------------- | --------------- | -------------- | ----- | ---- |
| 1978-79           | «Монако»          | Кубок чемпіонів | 1/16 фіналу    | 4     | - 3  |
| 1979-80           | «Монако»          | Кубок УЄФА      | 1/16 фіналу    | 4     | - 7  |
| 1980-81           | «Монако»          | Кубок кубків    | 1/16 фіналу    | 2     | - 5  |
| 1981-82           | «Монако»          | Кубок УЄФА      | 1/32 фіналу    | 2     | - 6  |
| 1982-83           | «Монако»          | Кубок чемпіонів | 1/16 фіналу    | 2     | - 2  |
| 1985-86           | «Монако»          | Кубок кубків    | 1/16 фіналу    | 2     | - 3  |
| 1988-89           | «Монако»          | Кубок чемпіонів | 1/4 фіналу     | 6     | - 5  |
| 1989-90           | «Монако»          | Кубок кубків    | 1/2 фіналу     | 8     | - 6  |
| 1990-91           | «Монако»          | Кубок УЄФА      | 1/8 фіналу     | 6     | - 6  |
| 1991-92           | «Монако»          | Кубок кубків    | фіналіст       | 9     | - 7  |
| 1992-93           | «Монако»          | Кубок кубків    | 1/8 фіналу     | 4     | - 1  |
| 1993-94           | «Монако»          | Ліга чемпіонів  | 1/2 фіналу     | 11    | - 10 |
| ВСЬОГО за кар'єру | ВСЬОГО за кар'єру | 12 євросезонів  | 12 євросезонів | 60    | - 61 |

### Статистика по турнірам
| Турнір                           | Сезони | Матчі | Голи |
| -------------------------------- | ------ | ----- | ---- |
| Кубок чемпіонів / Ліга чемпіонів | 4      | 23    | - 20 |
| Кубок кубків                     | 5      | 25    | - 22 |
| Кубок УЄФА                       | 3      | 12    | - 19 |

## Міжнародна кар'єра
За національну збірну Франції дебютував 27 лютого 1980 року, вийшовши на заміну у перерві товариського поєдинку проти збірної Греції. Свої ворота тоді кіпер монегасків зберіг у недоторканності, проте в кращому випадку він вважався лише третім голкіпером триколірних у Мішеля Ідальго.
Проте все ж таки йому вдалося виступити на чемпіонаті світу 1982 року в Іспанії, чому посприяв збіг обставин. У воротарській лінії збірної Франції початку 1980-х не було явного лідера. Домінік Дропсі, який вважався номером один вибув зі складу після безглуздого гола, пропущеного в березні 1981 року від збірної Нідерландів: м'яч, пробитий зі штрафного, призначеного метрах в тридцяти від воріт, потрапив у поперечину, зрикошетив у потилицю воротареві і від неї залетів у сітку. Французи програли 0:1. Втратив форму Жан Кастанеда, а Жан-Поль Бертран-Деман, який не виступав за збірну з чемпіонату світу 1978, але розглядався Ідальго як перший номер, отримав травму.
На іспанському мундіалі француз провів 6 ігор: 3 перемоги, 2 нічиї, 1 поразка та пропустив 9 м'ячів. При таких показниках оцінки гри Етторі сильно розходяться. Одні фахівці стверджують, що команду він не підвів, а, враховуючи маленький зріст, діяв часом блискуче. Інші, навпаки, говорять, що в знаменитому півфіналі з німцями, (3:3) Жан-Люк зіграв не найкращим чином. У серії пенальті він парирував всього лише один удар, а його опонент Харальд Шумахер — два. Французькі журналісти стверджують, що знамениту фразу, авторство якої приписується Гаррі Лінекеру, «Футбол — гра, в яку грають всі, а перемагають німці» вперше вимовив Етторі саме після поразки від збірної ФРН в півфіналі іспанського чемпіонату світу. Просто тоді вона не була розтиражована ЗМІ, оскільки Жан-Люк не вважався зіркою футболу, а форвард збірної Англії повторив її через кілька років і тут же потрапив на перші шпальта газет.
Майже відразу після завершення мундіалю, 31 серпня, триколірні були биті на своєму полі у товариському матчі проти збірної Польщі — 0:4. Пропустивши чотири м'ячі, Жан-Люк більше в національну команду не викликався. Загалом, у 9 іграх за збірну він пропустив 13 м'ячів.

## Тренерська кар'єра
Після закінчення ігрової кар'єри, навесні 1994 року, 38-річний Етторі став тренером голкіперів монегаскського клубу. Саме він зумів побачити талант Фаб'єна Бартеза і зробити з нього не просто свого наступника, а воротаря світового рівня. Через його руки пройшли Флавіо Рома і Тоні Силва. У сезоні 1994/95 протягом незначного часу навіть був головним тренером клубу, після чого знову повернувся до штабу.
Однак з середини 2000-х років турнірні результати «Монако», який звик постійно виступати в Європі, виглядали жахливо. Дуже слабо працював центр підготовки команди, на що неодноразово вказував Етторі. До того ж у Жана-Люка неодноразово виникали конфлікти з головними тренерами клубу, і у липні 2008 року, клуб «Монако» офіційно оголосив відставку Етторі з посади спортивного директора, яку він займав з вересня 2005 року. Загалом Жан-Люк присвятив команді з Князівства Монако 33 роки свого життя.

## Досягнення

### Клуб
- Ліга 1 :

Чемпіон: 1978, 1982, 1988
Віце-чемпіон Франції : 1984, 1991, 1992
Третє місце : 1985, 1989, 1990, 1993
- Кубок Франції :

Володар  : 1980, 1985, 1991
Фіналіст : 1984, 1989
- Суперкубок Франції :

Володар  : 1985
- Фіналіст Кубка володарів Кубків : 1992

### Збірна
- Півфіналіст чемпіонату світу (4-е місце): 1982